# HTC корпорација
ХТЦ Корпорација (кинески: ин 國際 電子 股份有限公司) је тајванска компанија за потрошачку електронику са средиштем у округу Синдјен, града Новог Тајпеја, који у потпуности окружује тајвански главни град Тајпеј. Основана је 1997. године када је ХТЦ започео као произвођач опреме за рачунаре, и дизајнер и произвођач лаптоп рачунара.
Након пресласка на Андроид оперативни систем, ХТЦ је постао суоснивач Опен хандсет алајанс групе произвођача мобилних уређаја и оператера мобилних мрежа посвећених развоју Андроид мобилног оперативног система. ХТЦ Дрим, који Т-Мобајл продаје у многим земљама као Т-Мобајл Г1, био је први телефон на тржишту који је покретао Андроид.
Иако је првобитно био успешан као произвођач паметних телефона, конкуренција Епла и Самсунга је разводнила њен тржишни удео, због чега ХТЦ постиже само 7,2% удела на тржишту до априла 2015. године и уз то компанија доживљава узастопне нето губитке. У 2016. години, ХТЦ је почео да проширује своје пословање изван паметних телефона, па се удружује са Валвеом како би произвео платформу за виртуелну стварност познату као ХТЦ Вајв. Након што је сарађивао са компанијом на свом Пиксел паметном телефону, ХТЦ је продао отприлике половину својих дизајнерских и истраживачких талената, као и не ексклузивна права на ИП-ове везане за паметне телефоне Гуглу 2017. године за 1,1 милијарду УСД.

## Историја
Чер Ванг (王雪紅) и Х. Т. Чо (火 土) основали су ХТЦ 1997. године. Првобитно као произвођач ноутбук рачунара, ХТЦ је 1998. године почео да дизајнира неке од првих додирних и бежичних ручних уређаја на свету.
ХТЦ је почео да прави Windows Mobile ПДА уређаје и паметне телефоне почевши од 2004. године под брендом Кутек. Године 2006, палета призвода је поново представљена лансирањем ХТЦ Тинта.
Године 2007, ХТЦ је купио компанију за мобилне уређаје Допод Интернационал.
У 2008. години ХТЦ је представио ХТЦ Макс 4Г, први ГСМ мобилни телефон који подржава ВиМАКС мреже.
ХТЦ се придружио Гугловом удружењу Опен Хандсет Алиансе, а затим је развио и издао први уређај који је покренуо Андроид 2008. године, ХТЦ Дрим.
У новембру 2009. ХТЦ је објавио ХТЦ ХД2, први Windows Mobile уређај са капацитивним екраном осетљивим на додир. Исте године, ХТЦ Сенс је дебитовао као кориснички интерфејс који се и даље користи од 2018. године.
Исте године, ХТЦ Сенс је дебитирао као кориснички интерфејс који се и даље користи од 2018. године.
У јулу 2010. године, ХТЦ је најавио да ће почети са продајом ХТЦ брендираних паметних телефона у Кини у партнерству са Чајна Мобајлом. У октобру 2010. године, ХТЦ је лансирао ознаку бренда „тихо брилијантан” и кампању Ју, прву глобалну рекламну кампању ХТЦ-а. Истог месеца, ХТЦ ХД7 је објављен као један од модела Мајкрософтовог ревитализованог Windows Phoneа. У 2010. ХТЦ је продао више од 24,6 милиона уређаја, што је за 111% више у односу на 2009. годину. In 2010, HTC sold over 24.6 million handsets, up 111% over 2009.
На светском конгресу за мобилне уређаје у фебруару 2011. године, ГСМ асоцијација назвала је ХТЦ „Произвођач уређаја године” у својим Глобалним Мобилним Признањима. У априлу 2011. године, ХТЦ је надмашио Нокију као трећег највећег произвођача паметних телефона по тржишном уделу, одмах иза Епла и Самсунга.
Дана 6. јула 2011. објављено је да ће ХТЦ купити удео компаније Виа Технолоџи у С3 графици. 6. августа 2011, ХТЦ је купио Дашвир за 18,5 милиона. У августу 2011. године, ХТЦ је потврдио план за стратешко партнерство са компанијом Битс Електоник која укључује куповину 51% компаније.
На ранг листи најбољих глобалних брендова из 2011. године, објављеној од стране Интерборда, ХТЦ се налазио на 98. месту и процењена зарада му је износила 3,6 милијарди долара. Засновано на истраживачу Каналиса, у трећем кварталу 2011. године, ХТЦ корпорација је постала највећи произвођач паметних телефона у САД са 24% удела на тржишту, испред Самсунга са 21%, Епла са 20% и БлекБерија са 9%. ХТЦ корпорација је тада направила различите моделе мобилних уређаја за сваког оператера.
Почетком 2012. године, ХТЦ је изгубио већи део тог тржишног удела у САД због повећане конкуренције од стране Епла и Самсунга. Према анализи компаније цомСкор, ХТЦ је од фебруара 2013. године имао само 9,3% на тржишту паметних телефона у САД. Због смањења истакнутости компаније, извршни директор Петер Чоу је обавестио руководиоце да ће се повући ако најновији модел телефона, 2013 ХТЦ Ван не успе да оствари импресивне продајне резултате. Резултати ХТЦ-а за први квартал за 2013. годину показали су пад профита за 98,1% у односу на прошлу годину, што је чинило најмању добит за компанију забележену до тад. Одлагање почетка продаје ХТЦ Ван модела је наведено као један од фактора, јер се његово пуштање у продају одлагало због страха од могућих детаља који би одбили купца од куповине. У јуну 2012. године, ХТЦ је преселио своје седиште из града Таоиуана у Ксиндиан округ. 14. јануара 2013, ХТЦ је лансирао своје паметне телефоне у Бурми.
ХТЦ Van је изашао средином 2013. године, а касније је освојио разне индустријске награде у категоријама паметних телефона и дизајна, али је глобална продаја ХТЦ Оне била нижа од оне коју је имао Самсунг Галакси С4 и ХТЦ је забележио свој први квартални губитак почетком октобра 2013. године са дефицитом нешто мањим од 100 милиона долара. ХТЦ је идентификовао маркетиншке проблеме као примарни разлог за његов компаративни учинак и то схватио као разлог губитака.
Током 2013. године Мајкрософт је преговарао о куповини ХТЦ-а. То је 2018. године открио Ристо Силасма, председник Нокије, у интервјуу за Хелсинкин Саномат. Мајкрософт након тога у току године купује Нокиу.
У августу 2013, ХТЦ је представио нову глобалну маркетиншку кампању „Ево за промену”, у којој је глумац Роберт Дауни Јуниор. ХТЦ је 27. септембра 2013. објавио да ће продати свој удео у компанији Битс Електроник.
Nакон изласка ХТЦ Вана, објављене су још две варијанте за формирање трија за ХТЦ Van линију телефона. Мања варијанта названа ХТЦ Van Мини изашла је у августу 2013. године, а у октобру 2013. издата је већа варијанта под именом ХТЦ Van Макс са екраном од 5,9 in (15 cm), сензором за отисак прста и слотом за проширење меморије (меморијску картицу). Производ је објављен у европском и азијском окружењу малопродаје у октобру 2013. године, након чега је уследило лансирање у САД почетком новембра 2013. године.
У марту 2014, ХТЦ је објавио ХТЦ Ван (М8) као нову верзију ХТЦ Ван модела, на конференцијама за штампу у Лондону и Њујорку. За разлику од претходног лансираног модела, ХТЦ Ван (М8) је био доступан за куповину на веб сајту компаније и на сајтовима северноамеричких мобилних оператера истог дана, само неколико сати након лансирања.
У априлу 2014, ХТЦ је објавио да је продаја порасла за 12,7% на 22,1 милијарду долара, што је најбржи раст компаније од октобра 2011. У септембру 2014, Гугл је изабрао ХТЦ да направи свој Нексус 9 таблет. У августу 2014. ХТЦ је најавио варијанту Оне (М8) са Windows Фоун оперативним системом, прво коришћење тог оперативног система од 2012. године. ХТЦ је након дугогодишњег односа са компанијом Мајкрософт окончао Нокијину доминацију међу Windows уређајима, и почео да се фокусира искључиво на Андроид оперативни систем.
Дана 1. марта 2015. године, ХТЦ је представио Вајв, дисплеј за виртуелну реалност који се поставља на главу. Направљен је у сарадњи са Валв Корпорациом. У јуну и октобру 2015. године, ХТЦ је пријавио нето губитке; компанија се суочила са појачаном конкуренцијом других произвођача паметних телефона, укључујући Епл, Самсунг и друге, што је довело до пада продаје паметних телефона, као и до великог губитка тржишног удела. ХТЦ-ов удео на тржишту паметних телефона порастао је на 7,2% у априлу 2015. због великог броја продатих уређаја, али је цена деоница ХТЦ-а пала за 90% од 2011. године.
У новембру 2016. године, ХТЦ је известио да је продао најмање 140.000 јединица Вајва, и да је свака јединица продата са профитом. У јануару 2017, ХТЦ је представио своју нову линију У серији смарт телефона, У Плеј и У Ултра; компанија је описала серију У као „нови правац” за своје телефоне, наглашавајући интегрисаног виртуалног асистента којег је компанија развила. У фебруару 2017. године, ХТЦ је известио да су се у четвртом кварталу 2016. године губици у пословању смањили за 13% у односу на претходну годину, наводећи „робусне перформансе продаје“ и узастопна повећања прихода током године.
Гугл је 21. септембра 2017. објавио да ће преузети половину од 4.000 запослених који су радили у ХТЦ-овом дизајнерском и истраживачком особљу, као и неексклузивне лиценце за интелектуалну својину повезану са паметним телефонима које посједује ХТЦ, за 1,1 милијарду америчких долара. Запослени су укључили тим који је био укључен у изради Гугл Пиксел паметног телефона, који је произвео ХТЦ. Гугл је навео да је куповина део њихових напора да ојача свој први хардверски посао. Трансакција је завршена 30. јануара 2018. године, а након тога је ХТЦ навео да ће производи сопствене паметне телефоне и да планира повећати фокус на Интернет ствари (ИоТ) и виртуелну стварност која иде напред.
ХТЦ је 26. марта 2018. године објавио квартални нето губитак од 337 милиона америчких долара који се догодио у 2017. години, наводећи „тржишну конкуренцију, производни асортиман, цене и признате залихе“. Трансакција компаније са Гуглом ће се одразила на бројеве првог квартала 2018. године. ХТЦ је изјавио да ће искористити приход за даље инвестирање у „нове технологије”. Компанија је такође навела све веће инвестиције у виртуелну реалност, укључујући надолазећи Вајв Про модел и Вајв Фокус „све-у-једном” виртуелне слушалице представљене у новембру 2017. године.
У јулу 2018. ХТЦ је ушао у партнерство са програмерима игара, апликација и издавачем Анимоца. То укључује развој производа и заједничку сарадњу у областима као што су игре, вештачка интелигенција, машинско учење, проширена стварност и виртуална стварност. Анимоца игре би биле унапред инсталиране на ХТЦ уређаје у будућности.

## Судски спор
У марту 2010, Епл корпорација је поднела жалбу америчкој Међународној трговинској комисији тврдећи да је украдено 20 патената који припадају Епловом корисничком интерфејсу и хардверу на Ајфон уређајима. ХТЦ се није сложио са жалбом компаније Епл и поновио своју посвећеност стварању иновативних паметних телефона. ХТЦ је такође поднео жалбу против Епла због крађе 5 патената који припадају ХТЦ-у и покушао је да забрани увоз Епл производа у САД из производних погона у Азији. Након тога је Епл проширио своју првобитну жалбу додајући још два патента.
Дана 10. новембра 2012. године, Епл и ХТЦ су постигли десетогодишњи уговор о лиценцирању који покрива садашње и будуће патенте које држе две компаније. Услови споразума остају поверљиви.
У фебруару 2013. године, ХТЦ је склопио споразум са Федералном трговинском комисијом САД о слабој сигурности на више од 18 милиона паметних телефона и таблета које је испоручио купцима и пристао на то обезбеди сигурносне закрпе.

## Информације о компанији
Председница и в. д. извршни директор ХТЦ-а је Чер Ванг која је ћерка покојног Ванг Иунг Чинга, оснивача идустрије пластике и петрохемије Формоса Пластик Груп. Петер Чоу је на челу ХТЦ Футуре Девелопмент лабораторије и ХТ Чо као директор одбора и предсједник ХТЦ Фондације. Финансијски директор ХТЦ-а је Хуи Минг Ченг. Поред тога што је главна извршна директорка ХТЦ, Чер Ванг је такође в. д. председавајућа ВИА Технолоџи. ХТЦ-ова главна дивизија такође укључује и одељење за инжењерство ИА (Информационе апликације) и ВМ (Ваирлес Мобајл) што представља ИСО 9001 / ИСО 14001.

## Спортска спонзорства

### Бициклизам
ХТЦ је спонзорисао професионални бициклистички тим ХТЦ-Хајроуд од 2009. до 2011. године.

### Фудбал
Године 2012. ХТЦ је постао званични спонзор смартфона УЕФА Лиге шампиона и УЕФА Лиге Европе. Уговор је трајао три године и чинио је ХТЦ једним од главних спонзора та два такмичења. ХТЦ је такође постао спонзор дресова за Индијску супер лигу НортИст Унајтед ФЦ за сезону 2014, 2015 и 2016.

### Крикет
Уочи сезоне 2015. Индијске премијер лиге Кингс XI Панџаб је потписала спонзорски уговор са ХТЦ-ом. Према споразуму, ХТЦ би био званични главни спонзор тима, а лого компаније би заузимао централну позицију у грудима на дресу Кингс XI Панџаба.

### ЕСпорт
ХТЦ спонзорише професионалне еСпорт тимове ФаЗе Клан, Тим СолоМид, Клауд9, Тим Ликуид и Ј Тим.
ХТЦ је спонзорисао Супер Смеш Брос Мели турнир, ХТЦ Тровдаун, који је одржан 19. септембра 2015. у Сан Франциску. Крајем 2015. године, компанија је спонзорисала креирање ССБМРанк, годишњег рангирања најбољих играча у свету.

## Достигнућа
Познати су по својим иновативним уређајима. Прва су компанија која је произвела паметне телефоне као:
- Први палм-сајз уређај у боји (1999)
- Први Мајкрософт џепни PC (2000)
- Први Мајкрософт бежични џепни PC (2002)
- Први Мајкрософт паметни телефон (2002)
- Први Мајкрософт паметни музички телефон (2004)
- Први TFT уређај великих димензија 2,8 инча екран осетљив на додир
- Први Мајкрософт 3G телефон (2005)
- Први телефон са Microsoft Windows Mobile 5.0 платформом (2005)
- Први три-банд UMTS 3G паметни уређај са Microsoft Windows Mobile платформом (2006)
- Први Microsoft Windows 5.0 паметни телефон (2006)
- Први Три-банд UMTS PDA-персонални дигитални асистент
- Први интуитивни екран осетљив на додир који је дозвољавао навигацију прстом (Јун 2007)

HTC је 14. априла 2010. године објавио да ради на сопственом оперативном систему за мобилне уређаје у конкуренцији са Епловим ајфон ОС, гугловим Андроид и Мајкрософтовим Windows 8.

## Награда за иновацију
Донедавно, име HTC знало је мало потрошача. Сада је тајвански произвођач гугл-телефона у центру пажње. HTC је изненада постао истакнути играч у мобилним технологијама. Председница и саоснивач Шер Ванг примила је награду за иновацију 17. фебруара 2010. године у име целе компаније где се HTC налази на 31 месту у свету.